# Grevskabet Holsten-Kiel
Grevskabet Holsten-Kiel var en deling af Grevskabet Holsten indenfor den schauenburgske slægt, der eksisterede fra 1261 til 1390.

## Historie
Grevskabet Holsten blev indtil 1238 regeret af Adolf 4. af Schauenburg og Holsten. Da han trak sig tilbage, regerede hans sønner Johan I og Gerhard I i fællesskab i Holsten. I 1261 delte de amtet, Johan fik Kiel og stiftede Grevskabet Holsten-Kiel, og Gerhard fik Itzehoe og stiftede linjen Holsten-Itzehoe.
I 1300 Holsten-Itzehoe blev yderligere opdelt i linjerne Holsten-Plön, Holsten-Pinneberg og Holsten-Rendsborg.
I 1350 tilfaldt Grevskabet Holsten-Kiel til greverne af Holsten-Kiel.
I 1390 døde den sidste greve af Holsten-Kiel, og dermed også Holsten-Plön, uden arvinger. Begge grevskaber blev arvet af linjen Holsten-Rendsborg.

## Grever af Holsten-Kiel
- 1261-1263 Johan I (1229 – 1263)
- 1263-1273 Adolf V Pomeraneren (1252 – 1308), from 1273 greve af Holsten-Segeberg
- 1263-1316 Johan II den Enøjede (1253 – 1321)
- 1316-1359 Johan III den Milde (ca. 1297 – 1359), fra 1312 greve af Holsten-Plön
- 1359-1390 Adolf VII (ca. 1329 – 1390), også greve af Holsten-Plön

Efter Johan I.s død regerede hans sønner,  Adolf V og Johan II Holsten-Kiel i fællesskab. I 1273, delte de Holsten-Kiel, Johan II regerede fra Kiel; Adolf V regerede fra Segeberg og stiftede linjen Holsten-Segeberg. Da Adolf V døde i 1308 uden en mandlig arving, vendte Holsten-Segeberg tilbage til Holsten-Kiel.
Efterfølgeren af Johan II i 1316 var Johan III, en søn af Gerhard II af Holsten-Plön.
Efter, at en nevø af Johan III, grev Gerhard V i Holsten-Plön var død i 1350, var hovedlinien af Plön uddød, og Johan III overtog Grevskabet Holsten-Plön.
Da Adolf VII døde uden arvinger i 1390, gik Holsten-Kiel og Holsten-Plön over i hænderne på grev Gerhard VI Holsten-Rendsburg.